# بروکدیل
بروکدیل (انگلیسی: Brookdale) شرکت مراقبت سلامت آمریکایی است، که در سال ۱۹۷۸ تأسیس شد.